# Diemelsteig
Der Diemelsteig ist ein rund 63 Kilometer langer Rundwanderweg im hessischen Teil des Naturparks Diemelsee in Nordhessen, der in drei Tagesetappen geteilt werden kann. In Kombination mit dem Uplandsteig können die Etappen auf sieben erweitert werden.
Start- und Endpunkt ist der Parkplatz am „Haus des Gastes“ mit der Touristeninformation in Heringhausen, Laufrichtung und Einstieg sind überall möglich.

## Streckenverlauf mit Sehenswürdigkeiten

### Heringhausen bis Adorf (ca. 13 km)
- romanische Kirche St. Barbara in Heringhausen
- Martenberg-Klippe, geologisches Naturdenkmal
- romanische Evangelische Kirche Adorf, Adorf (Diemelsee)
- Besucherbergwerk Grube Christiane

### Adorf über Flechtdorf bis Schweinsbühl (ca. 20,3 km)
- Kloster Flechtdorf, ehemalige Benediktiner-Abtei von 1104 in Flechtdorf
- romanische Kirche St Georg in Schweinsbühl

### Schweinsbühl bis Heringhausen (ca. 29,4  km)
- Dommel, mit 738 m ü. NHN höchster Berg des Uplands mit Aussichtsturm
- Diemelseestaumauer bei Helminghausen mit dem Kraftwerk Helminghausen